# Gabriel Edoe Kumordji
Gabriel Edoe Kumordji SVD (Accra, 24 de março de 1956) é um ministro ganense e bispo católico romano de Keta-Akatsi.
Gabriel Edoe Kumordji ingressou nos Missionários Steyler, fez sua profissão em 8 de dezembro de 1980 e foi ordenado sacerdote em 14 de julho de 1985.
Papa Bento XVI nomeou-o em 12 de junho de 2007 Prefeito Apostólico de Donkorkrom. Com a elevação ao Vicariato Apostólico em 19 de janeiro de 2010, foi nomeado Vigário Apostólico de Donkorkrom e Bispo Titular de Ita. O núncio apostólico em Gana, Dom Léon Kalenga Badikebele, o consagrou bispo em 17 de abril do mesmo ano; Os co-consagradores foram Gabriel Charles Palmer-Buckle, Arcebispo de Accra, e Vincent Boi-Nai, Bispo de Yendi.
Em 16 de março de 2017, o Papa Francisco o nomeou Bispo de Keta-Akatsi.<x ref>«Nomina del Vescovo di Keta-Akatsi (Ghana)». Tägliches Bulletin (em italiano). Presseamt des Heiligen Stuhls. 16 de março de 2017. Consultado em 16 de março de 2017</ref> A posse ocorreu em 13 de maio do mesmo ano.